# Fernando Colombo
Fernando Colombo, em castelhano Hernando Colón (Córdova, 15 de agosto de 1488 — Sevilha, 12 de julho de 1539), foi um escritor espanhol e segundo filho de Cristóvão Colombo.
Durante trinta anos Fernando viajou pelo mundo com o propósito de construir a maior biblioteca do mundo. Comprou livros impressos de todo o mundo e formou a primeira biblioteca privada da Europa.
Atualmente a sua biblioteca está na Instituição Colombina, em Sevilha.

## Livros publicados
- "Historie del signor don Fernando Colombo nelle quale s'ha particolare e vera relatione della vita, e de' fatti dell' Amiraglio D. Christoforo Colombo, su padre, et dello scoprimento ch' egli fece dell'indie occidentali delle mondo nuovo hora possedute del sereniss. Re Catolico." (1571)